# 毛烟管鱼
毛烟管鱼（学名：Fistularia villosa）为輻鰭魚綱海龙鱼目烟管鱼科烟管鱼属的鱼类。

## 分部
本魚分布於全球各大洋熱帶至溫帶海域。

## 深度
水深10至200公尺。

## 特徵
本魚體延長，體面密被小棘，故呈粗糙狀，背中央線有一列狹長的稜鱗，兩眼間隔凹入。吻部背面的2條稜近於平行，至吻之前半部互相接近。背鰭軟條13至15枚；臀鰭軟條14至15枚，體長可達2公尺。

## 生態
本魚棲息在較深的珊瑚礁海域，以長吻吸食海藻叢中的甲殼類及小魚。

## 經濟利用
食用魚，肉質鮮美。

## 扩展阅读
維基物種上的相關：毛烟管鱼